# Tom Malchow
Tom Malchow (Estados Unidos, 30 de enero de 1977), también llamado Matt Malchow, es un nadador estadounidense especializado en pruebas de estilo mariposa, donde consiguió ser campeón olímpico en 2000 en los 200 metros.

## Carrera deportiva
En las Olimpiadas de Atlanta 1996 ganó la plata en los 200 metros mariposas, con un tiempo de 1:57.44 segundos, tras el ruso Denis Pankratov y por delante del australiano Scott Goodman.
Cuatro años después, en los Juegos Olímpicos de Sídney 2000 ganó la medalla de oro en la misma prueba, con un tiempo de 1:55.35 segundos que fue récord olímpico, por delante del ucraniano Denys Sylantyev y del australiano Justin Norris.